# ТЕС Ла-Ґулєт
36°48′53.2″ пн. ш. 10°17′22.9″ сх. д. / 36.814778° пн. ш. 10.289694° сх. д.
ТЕС Ла-Ґулєт (фр. Goulette) – теплова електростанція в Тунісі. Розташована на східній околиці столиці країни в містечку Ла-Ґулєт, на косі, яка відділяє озеро Туніс від Середземного моря. Південніше від неї на тій же косі розташована ТЕС Радес.
У 2000-х роках, на тлі стрімкого зростання енергоспоживання в країні, вирішили доповнити енергогенеруючі потужності кількома тепловими електростанціями на основі газових турбін, встановлених на роботу у відкритому циклі. Однією з них стала ТЕС Ла-Ґулєт, на якій в 2004 році запустили одну турбіну виробництва компанії General Electric типу 9001E потужністю 120 МВт.
Споруджена за технологією відкритого циклу, ТЕС має низький коефіцієнт паливної ефективності – 30%, поступаючись не лише станціям комбінованого циклу, але і ряду туніських конденсаційних електростанцій.